# Simojoki
La Simojoki est une rivière de Finlande, en Laponie.

## Description
Elle naît sur le territoire de la municipalité de Ranua, quittant le lac Simojärvi à 176 mètres d'altitude, petite rivière au débit inférieur à 10 m3/s. Elle coule d'abord vers l'ouest, puis infléchit son cours vers le sud-ouest en entrant sur la commune de Simo. Elle franchit le village et se jette dans le golfe de Botnie, à 28 km au sud-est de l'estuaire du Kemijoki.
Coincée entre les bassins du premier fleuve de Finlande et du 6e (respectivement Kemijoki et Iijoki), elle n'a qu'un bassin versant peu important, le 27e parmi les fleuves et rivières de Finlande, et un débit moyen à l'embouchure inférieur à 40 m3/s.
C'est une rivière très poissonneuse, qui attire de nombreux amateurs de pêche au saumon.